# Particularisme (épistémologie)
Le particularisme épistémologique est la théorie selon laquelle on peut savoir quelque chose sans savoir « comment » on sait cette chose. Selon cette conception, notre connaissance est justifiée avant que l'on sache comment une telle croyance peut être justifiée. Du point de vue philosophique, on peut poser la question « Que savons-nous? » avant de nous demander « Comment savons-nous? ». Le terme apparaît dans le Problème du critère de Roderick Chisholm et dans l'ouvrage de son élève Ernest Sosa The Raft and the Pyramid: Coherence versus Foundations in the Theory of Knowledge. Le particularisme contredit le méthodisme qui répond à la seconde question avant de répondre à la première. Puisque la question « Que savons-nous? » implique que nous savons, le particularisme est considéré comme fondamentalement anti-sceptique et a été moqué par Kant dans ses Prolégomènes à toute métaphysique future.

## Source de la traduction
- (en) Cet article est partiellement ou en totalité issu de l’article de Wikipédia en anglais intitulé « Epistemological particularism » (voir la liste des auteurs).

- Ressource relative à la recherche :   - JSTOR